# Stan Borys
Stan Borys hay Stanisław Guzek (sinh ngày 3 tháng 9 năm 1941 tại Załęże (nay là Rzeszów)) là một ca sĩ kiêm nhạc sĩ, diễn viên, đạo diễn và nhà thơ người Ba Lan.

## Tiểu sử
Stan Borys là một nghệ sĩ đa tài. Từ khi còn nhỏ, Borys đã bày tỏ sự quan tâm đến thơ ca. Vào năm 20 tuổi, ông chiến thắng một cuộc thi ngâm thơ toàn quốc. Ngoài ra, với giọng hát khỏe và khả năng diễn xuất, Borys cũng bắt đầu sự nghiệp diễn xuất tại một sân khấu ở quê hương ông và sau đó chuyển đến thủ đô Warszawa.
Vào năm 1965, Stan Borys có cuộc gặp gỡ với Tadeusz Nalepa, và sau đó hai người cùng thành lập ban nhạc "Blackout". Hai năm sau, Borys tách ra khỏi ban nhạc "Blackout" và bắt đầu biểu diễn cùng với ban nhạc "Bizony".
Trong suốt sự nghiệp âm nhạc kéo dài hơn 50 năm, Stan Borys thu âm được hơn 10 album, là nghệ sĩ biểu diễn tại nhiều liên hoan và giành nhiều giải thưởng danh giá.

## Album ca nhạc
Những album Stan Borys tham gia thu âm:
- 1967 - Blackout (với ban nhạc Blackout)

- 1969 - To ziemia (với ban nhạc Bizony)

- 1970 - Krzyczę przez sen

- 1971 - Naga

- 1972 - Piosenki z filmu „Uciec jak najbliżej”

- 1974 - Stan Borys

- 1974 - Szukam przyjaciela

- 1988 - Piszę pamiętnik artysty - hańba temu, kto o tym źle myśli! Wiersze C.K. Norwida

- 1996 - Niczyj

- 1998 - Portret

- 2007 - Znieczulica

- 2014 - Ikona